# Grota Apokalipsy

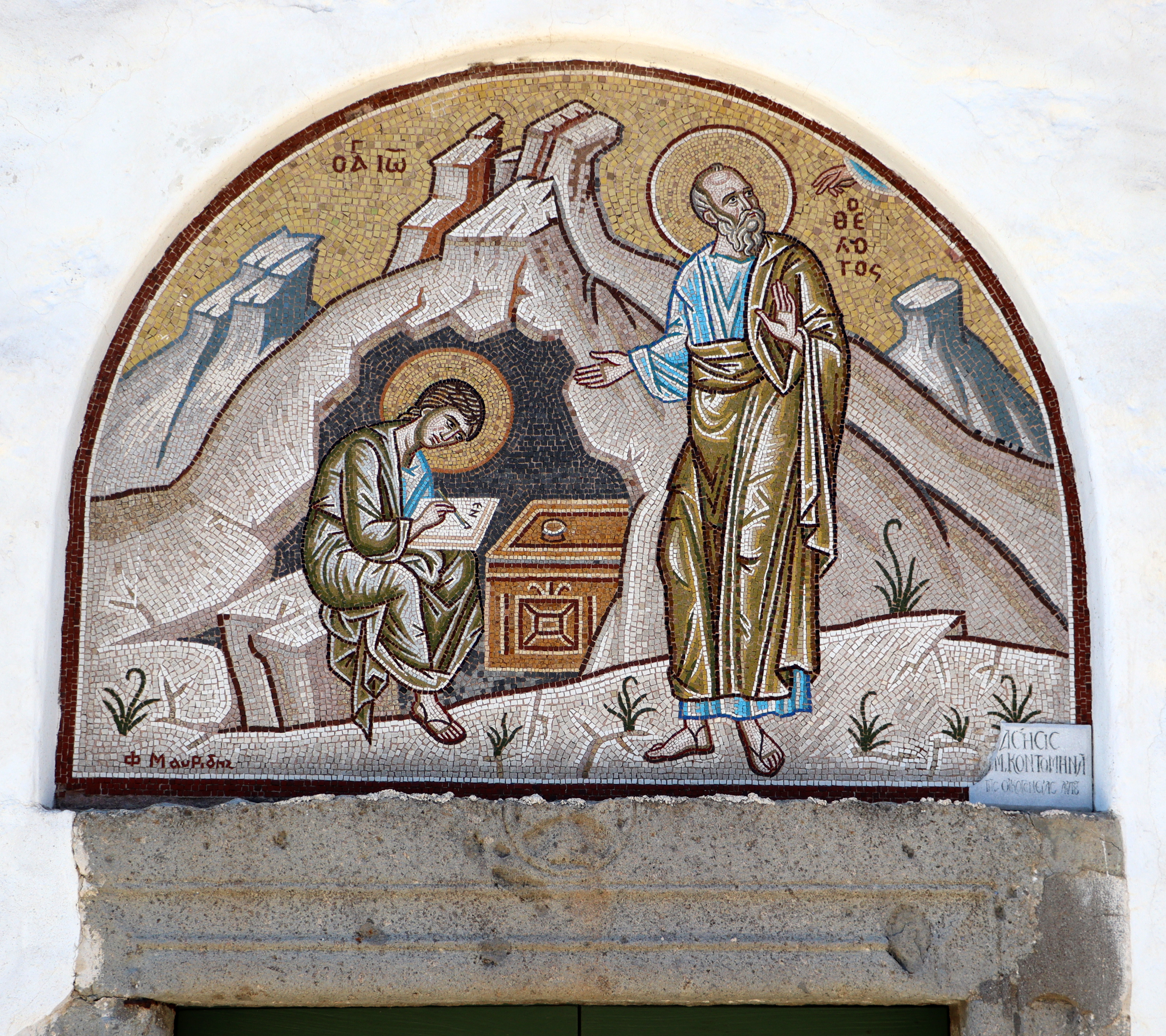
Mozaika nad wejściem do Groty Apokalipsy przedstawiająca Jana Ewangelistę (z prawej) oraz jego ucznia Prochora, który notuje apokaliptyczne wizje Jana

Grota Apokalipsy (gr. Το Σπήλαιο της Αποκάλυψης) – jaskinia znajdująca się w połowie wysokości góry na greckiej wyspie Patmos w drodze między miejscowościami Chora i Skala. 
Uważa się, że w tym miejscu Jan Ewangelista przeżył wizję opisaną w Apokalipsie.
W 1999 r. UNESCO wpisało Grotę Apokalipsy wraz z Klasztorem Świętego Jana Teologa na listę światowego dziedzictwa.